# Euxoa sinelinea
Euxoa sinelinea là một loài bướm đêm trong họ Noctuidae.